# Centropomus medius
Centropomus medius is een  straalvinnige vissensoort uit de familie van glasbaarzen (Centropomidae). De wetenschappelijke naam van de soort is voor het eerst geldig gepubliceerd in 1864 door Günther.
De soort staat op de Rode Lijst van de IUCN als niet bedreigd, beoordelingsjaar 2007.